# Rojuu
Roc Jou Morales (Barcelona, 14 de març de 2003), conegut com a Rojuu, és un cantant, músic, productor i artista multidisciplinari català, conegut per la seva contribució al desenvolupament de l'Hyperpop en l'àmbit hispanoparlant. Ha destacat per la seva capacitat d'explorar gèneres musicals diversos i per integrar elements visuals en els seus projectes. Rojuu és fill de la directora de cinema Laura Jou i Bonet i de l'actor i dramaturg Iván Morales.

## Trajectòria artística
Als 15 anys, Rojuu, conegut fins aleshores com a Roctopus, va començar a escriure i gravar cançons, publicant el seu primer senzill, «Hazlo otra vez», amb un marcat estil adolescent i emo. Amb només setze anys, va oferir el seu primer concert a la sala Razzmatazz. Entre 2018 i 2019, va deixar enrere la seva trajectòria com a creador de contingut a YouTube, on havia començat amb només deu anys, per centrar-se plenament en la música. Aquest canvi li va permetre construir una base de seguidors fidels i consolidar-se, el 2019, com un referent del gènere urbà espanyol, amb influències d'artistes com Lil Peep, XXXTentacion, Drain Gang, Sadboys i Juice WRLD.
Rojuu va connectar profundament amb l'adolescència de la generació Z, reflectint els seus sentiments més vulnerables com el desamor, la idealització i el rebuig social. Amb un estil d'emo trap i sad trap, les seves lletres íntimes i autèntiques responien a l'experiència emocional de joves immersos en les xarxes socials, oferint una veu pròxima i genuïna. A diferència de l'estrellat mainstream, la seva trajectòria underground va reforçar aquesta connexió, convertint-lo en un emissari d'una nova èpica juvenil que narrava el sofriment des de dins, no des d'una mirada adulta distant.
El 2020 va marcar un punt d'inflexió en la seva trajectòria, coincidint amb un auge del consum de cultura japonesa i videojocs, a Espanya, durant el confinament per la pandèmia de la COVID-19. Amb interès per l'anime, el manga i la moda del Japó, Rojuu va adaptar elements de l'Hyperpop anglosaxó al mercat de la música en castellà, unint aquest estil amb gèneres urbans com el trap. Les primeres mostres d'aquest estil es troben al seu àlbum OOO, amb temes com «Whitedoraemon» i «6tosentido». Aquest treball va popularitzar l'Hyperpop entre els adolescents espanyols.
La versió hispanoparlant de l'Hyperpop es va diferenciar del moviment original anglosaxó, que té arrels profundes en la cultura queer. Aquesta adaptació va generar debats a les xarxes socials, tot i que el públic espanyol en general va acceptar ambdues variants com a part del mateix gènere. Altres artistes destacats dins d'aquest moviment inclouen Saramalacara, MDA, Sticky MA, Orslok, Faxu, Underaiki i OhDulceAri. Davant la polèmica sobre l'Hyperpop Queer i l'Hyperpop Trap, Rojuu va decidir anomenar la seva música Shadowpop per evitar les controvèrsies. Aquesta decisió ha portat que diversos mitjans fecin referència a aquest estil com a ShadowPop.
El 2021 publica RokuRoku, un àlbum que incloïa temes com «Umi», «Love2Camela» i «Muy Lind4». L'artista va participar en esdeveniments com La Velada del Año 1, que organitza Ibai Llanos, i va col·laborar amb artistes com Saramalacara i Amaia. El mateix any va llançar un recopilatori amb la discogràfica Sonido Muchacho, Grandes Hits Antes de los 18, i va compondre el tema oficial de l'edició espanyola d'Evangelion: 3.0+1.0 Thrice Upon a Time. A RokuRoku va seguir, el 2022, el seu primer àlbum d'estudi, KOR KOR LAKE, amb coberta de l'artista hispanocroat Filip Ćustić, un creador plàstic que havia treballat abans amb Rosalía i Lil Nas X. Posteriorment, va llançar Starina, un àlbum de breakcore i tecno que va causar controvèrsia entre els seus seguidors més afins a l'indie. Aquell any també va trencar el seu contracte amb Sonido Muchacho.
Durant la jornada inaugural del Sónar 2022, Rojuu va sorprendre el públic seguint la tradició del festival d'incloure elements inesperats en els seus espectacles. Va aparèixer a l'escenari com a «Senyor de les Tenebres», arribant en una processó teatral sobre les espatlles d'un grup de penitents que evocaven l'estètica emo i altres subcultures. Al seu voltant, un seguici de súbdits el flanquejava, mentre ell sostenia cinc brides per mà, cadascuna lligada al coll de deu individus gòtics encadenats.
L'EP Salsa Valentina, gravat íntegrament amb el mòbil el 2023, va ser el seu darrer llançament abans d'anunciar una retirada temporal. Aleshores, va viure una temporada a Lituània. Aquell any també va aparèixer com a col·laborador en el programa La Resistencia, tot i que la seva participació va ser breu. Més tard, es va traslladar a Santiago de Compostel·la, i va experimentar un gir creatiu cap a projectes més introspectius. Així, el 2024 va presentar Los Sueños de Nube, un projecte que combina un àlbum i un còmic il·lustrat de més de 200 pàgines.
El 2024, Rojuu va participar en el remix de Rifle Taliban, juntament amb Mushkaa, Cruz Cafuné, Elbugg i Superreservao, amb el tema original de Guxo. La publicació va generar una polèmica quan Yung Beef va llançar Rifle Bisexual, un remix del remix, a causa de l'exclusió de l'artista Albany en la versió original. A finals de 2024, Rojuu va llançar una cançó, «Family Mart», produïda per Evilgiane, productor de Surf Gang i responsable de la producció de The Hillbillies de Kendrick Lamar i Baby Keem.

## Gires musicals
- Kor Kor Gira — 2022
- Kor Kor Gira LATAM — 2022
- Sueño Eterno Tour — 2023
- Prologo de Nube Tour — 2024
- Abrazame Tour — 2024

## Discografia
Àlbums d'estudi
- Cotard Delusion (2018)
- Bad Trip Camp (2019)
- OOO (2020)
- Roku Roku (2021)
- Kor Kor Lake (2022)
- Starina (2022)
- Los Sueños de Nube (2024)

Mixtapes i EPs destacats
- Mimosin Party (2017)
- The Rare History (2017)
- Mix Demencia (2019)
- Y3Y2 (2020)
- Salsa Valentina (2021).[31]